# オンラインゲーム

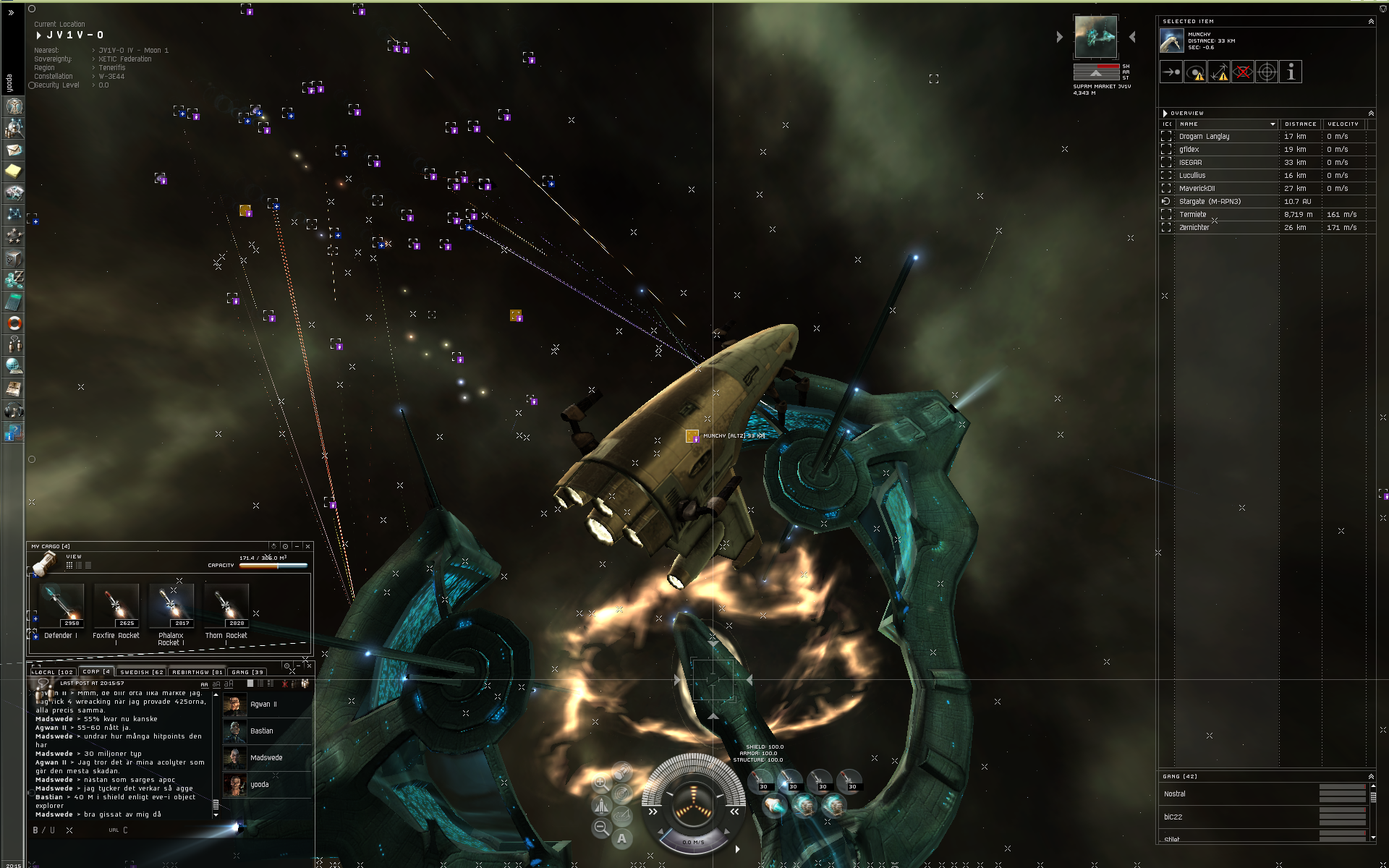
Eve Onlineでの戦闘

オンラインゲーム（英: online game）とは、主にオンラインによるコンピュータネットワークを利用したゲーム（コンピュータゲーム）。略して、オンゲー、ネットワークゲーム、ネットゲーム、ネトゲとも呼ばれる。
テーブルトークRPGのチャットプレイである「オンラインセッション」や投稿参加型のマルチユーザーゲームである「定期更新型オンラインゲーム」など、必ずしもコンピュータによるゲーム進行処理やリアルタイム処理を必要としないゲームプレイも、オンラインの場で多数のユーザーを集めて行うものはオンラインゲームと呼ぶこともある。

## 概要
コンピュータネットワークを介して専用のサーバや他のユーザーのクライアントマシンであるパソコンやゲーム機と接続し、オンラインで同じゲーム進行を共有することができるゲームである。インターネットが普及した後のオンラインゲームのほとんどはインターネットを介して接続するようになっているが、それ以前にもLAN環境を利用したり、ダイヤルアップ接続でアクセスしたりするものは存在した。古くは、専用機による囲碁や将棋による遠隔対局システムもあった。流通形態がパッケージではないダウンロードゲームを指す場合もあったが、現在では多人数参加型のゲームをオンラインゲームと呼ぶことが一般化した。
既存のゲームのプレイ環境がオンラインに変わっただけのオンライン囲碁から、オンライン専用にデザインされたMORPG/MMORPGまで、様々なバリエーションが存在する。専用アプリケーションを使わずプログラム言語、HTMLソースでの汎用処理を行い主にWebページで動作するゲームはCGIゲームやブラウザゲーム（Webゲーム・Webアプリ）となる。ウェブブラウザを使う場合はブラウザゲーム、SNS上で提供される場合にはソーシャルゲーム、ストリーミング配信される場合にはクラウドゲームと呼ばれる。PBW（Play By Web；プレイバイウェブ）はブラウザゲームの一種として括られている。これらの最大の特徴であり利点は、専用のソフトをダウンロードすることなくIDを登録するだけでプレイできるところにあり、インターネットに接続できる環境さえあれば、ノートPC・Mac・ネットカフェなど、いつでもどこでもプレイ可能である。また、2010年代からのスマートフォンの流行に伴い、専用のネイティブアプリをダウンロードしてプレイするゲームアプリ（モバイルゲーム、スマホゲームとも呼ぶ）が急速に広まった。
特に不具合解消あるいは新機能追加を目的としたヴァージョンアップのために、製作元のサイトからパッチが提供され、そのダウンロードが必須になることがある。またソフトの不正コピー対策などのための認証に、プレイ中ネットワーク接続が必須の仕様になっている場合もある。これらパッチのダウンロードや認証のためにオンラインであることが必要なだけで、他ユーザーとはゲーム進行が共有できない場合には、オンラインゲームとは呼ばれない。ゲームの進行中はオンラインである必要はないが、開始や終了時にプレイ内容などのゲーム情報などが送信され、ランキングその他の情報として集計されるシステムを搭載するゲームについても、基本的に他ユーザーとゲーム進行が共有できない場合はオンラインゲームに含まれない。こうしたゲームは「ネット対応」などと表現される。
料金制度は、ゲーム製作（運営）企業によりゲームサーバが運営されている場合、一部の小規模なものを除き、ユーザーが月額いくらかの利用料金を支払うことでゲームプレイ可能期間を購入する定額課金制と、基本プレイ料金は無料だがゲーム内に登場するアイテムを販売して利益を得るアイテム課金制が一般的となっており、定額課金制でアイテム販売も行っているゲームもある。特に韓国産オンラインゲームでブラウザゲームの台頭もありアイテム課金制が主流となっている。企業によっては、短期間の無料ゲームプレイが可能ないわゆる「お試し期間」を設けているところもある。誰でも無料で参加することができるオープン・ベータテストと呼ばれる公開テスト期間を、正式サービス開始前に設けることにより、ゲームの最終テスト、宣伝、及びユーザー獲得を同時に行うケースも増加している。これに対しあらかじめ限定された人間のみで行うテストをクローズド・ベータテストと呼び、通常はオープン・ベータテストの前に行われる。
オンラインゲームの商業的普及の嚆矢は1997年の『ウルティマオンライン』といわれる。これは定額課金制であったが、その後アイテム課金のゲームが主流となった。

## 主な種類

### MO/MMORPG
MOは多人数参加型オンライン（Multiplayer Online）、MMOは大規模多人数参加型オンライン（Massively Multiplayer Online）となる。家庭用ゲーム機のRPGとは違い、セーブが無く、クリアという目的を達成することの概念が拡張され続け、レベルアップして強くなったり、レアアイテムを集めたり、ギルドなどに加入をしコミュニケーションをとったりと色々な楽しみ方が存在する。他のプレイヤー協力プレイをすることで、共に強い敵を倒したりすることも出来る。

### MMOFPS
FPSとは「First Person Shooter」の略称で、一人称視点のシューティングゲームである。主に銃やナイフで目の前のモンスターの敵または場合によっては他プレイヤーを狙撃して、ミッションをクリアすることが目的となっている。MMORPGと比べると、短時間で楽しめることや、アクション性の高さが挙げられる。

### オンラインカジノ
オンラインカジノは、インターネットを通じてプレイするカジノゲームのことである。多くのオンラインカジノには無料でできるプレイと実際にお金を賭けるプレイの2つのゲームコーナーが設けてある。目的にあった方法を選ぶ必要がある。

### eスポーツ
エレクトロニック・スポーツ（eスポーツ）というゲームをスポーツとする動きもありスポーツ選手のようなプロゲーマーも誕生している。

## 用語
Boosting（ブースティング） / Win trading（談合試合、八百長試合）、スマーフ、スマーフィング
ブースティングは、自らの所有するアカウントのランキングを他人にアカウントを預ける・強い味方に協力してもらうなどして上げてもらう行動。ウィントレードは、八百長試合のことで、敵味方の談合によって依頼者の勝率やランクを操作するチートである。
スマーフィング、スマーフは、上級者が別のアカウントなどを取得するなどして初心者狩りを行うことで、ブースティングなどと併用される。
切断
負けそうになった時に、回線を切断することで対戦をなかったことにする行為で、運営サイドが確認した場合はペナルティが課される。
裏技、グリッチ、エクスプロイト
プログラム上の隙をつくなどして運営サイドが予期していなかった動作を起こさせる行動。
ゴースティング、スナイプ
動画配信者などの他者の視界を確認することで、敵の位置などを確認して有利な状況を生み出す違反行動。スナイプは、そのような配信者などを狙って行動すること。
スクリプティング
スクリプティングは不正なプログラムやツールを使用して有利な状況を生み出すこと。
ボット、マクロ、オートプレイ
自動操作を行うツール、ゲーム制作会社が仕様として作ったものならオートプレイ。第三者が開発したものならボットやマクロと呼ばれ、ゲーム制作会社からは不正利用とされペナルティを負う場合もある。

## 問題点

### 膨大な所要時間と依存症
オンラインということもあり、インターネット依存症（ネット中毒）など、インターネットに関わる共通の問題を抱えることもある。日本で最初にそれらの治療を始めた久里浜医療センターによると、10代の男子学生は、携帯電話・スマートフォンのソーシャルゲームではなく、パソコン・ゲーム機を使うオンラインゲームへの依存(ネットホリック)性が強いという。逆に、20代以上の女性はSNSへの依存傾向が強く、ゲームへの依存は珍しい。
月額課金の作品では、数千時間もの膨大な所要時間で何年も課金が必要となる設定となっている場合がある。中国、タイ、ベトナムではプレイ時間が規制されており、韓国でも青少年の深夜プレイが規制されているが、日本ではこのような規制は存在しない。この膨大な所要時間により、通常のオフラインのゲームでは生じないオンラインゲーム依存症とも呼べる問題が各国で発生している。ロシア・韓国・中国では過度のネットゲームのプレイを行ったことにより身体に極度の負荷がかかり死亡したというケースも存在する。韓国では2005年8月にインターネットカフェで連続50時間ネットゲームをプレイして死亡するという事件も起きており、アジア諸国では社会問題となり、タイや中国では法によりプレイ時間が規制されている。日本でも「ネトゲ廃人」「ネトゲ廃女」など、このような問題を扱った書物が出版されている。『ラグナロクオンライン』のヘビー・ユーザーとして知られる声優の植田佳奈が「現実世界は出稼ぎ、ネット社会が現実」と発言して物議を醸した例がある。そのような人々は「廃人」などと揶揄される。声優の緑川光のように廃人をも超越した存在として「超廃人」と呼ばれる人も存在する。1999年の『エバークエスト』は「エバークラック」と称される程、特に話題となった。

### 不正行為・セキュリティ・RMT
2007年ごろから、感染するとゲーム内の通貨が盗まれてしまうコンピュータウィルス（アカウントハック）が多数出始めた。チートなど不正行為の問題があり（特に不正アクセスについては不正アクセス行為の禁止等に関する法律がある）、イタチゴッコが続けられている。エミュレートサーバ（エミュレータ (コンピュータ)）というゲーム運営・開発者とは、まったく無縁な非公式なサーバが海外・国内を問わず運営する個人や団体が存在する。これもひとつのチートといわれることもある。DDoS攻撃などの標的にされる場合もある。2005年4月9日よりはじまった、『ファイナルファンタジーXI』のネットワーク障害や4月16日からの『ラグナロクオンライン』におけるネットワーク障害がこれが原因であるとされる。DDos攻撃はIPアドレスの偽装などを行うため、特定できない場合も多く今後も継続的にこのような攻撃が行われるようならば、プレイ自体できないことに追い込まれ、ゲームとして成り立たなくなってしまう。同行為が横行しやすい（言い換えればゲーム提供側のセキュリティ意識の低い）ゲームでは、利用者離れが発生するケースも見られる。
前述のような膨大な所要時間により、アイテムや仮想通貨の獲得だけでも膨大な時間を要するため、時間短縮のためこれらを現実通貨で購入する需要が発生する。これを運営企業が提供するものがアイテム課金であり、外部企業が提供するものはリアルマネートレード (RMT) と呼ばれる。リアルマネートレードは、運営会社が規約により禁止するケースがほとんどである（規約違反であり、法律違反ではない）。なお、海外では『ディアブロ3』など公式でRMTを可能にしているゲームもあった。

### 無料ゲーム・アイテム課金の弊害
接続無料のアイテム課金について、「広告で無料ばかりが強調され、有料コンテンツが含まれていることが表示されていない。」「ゲームサイトにアクセスした途端に高額な請求をされる。」などの問題点がある。
『シールオンライン』、『マビノギ』、『Master of Epic -The ResonanceAge Universe-』といったこれまで月額課金を行っていたゲームが総じて接続無料のアイテム課金にシフトし始めている。現金を使ってアイテムを購入することでゲームプレイが他人より有利になるように仕組まれている。逆に言えば同時期に始め、現金でアイテムを購入したユーザーとそうでないユーザーの間の差が広がりすぎること、それに伴いアイテムを現金で購入しなければゲームを楽しめないこと、接続無料によって気軽にゲームをプレイできる反面、RMT目的の外国人の出稼ぎプレイヤーや小学生など精神的に未熟なユーザーが多く流入し、今まで培ってきたゲームの雰囲気を壊すという問題もある。
商業PBWは接続無料の課金コンテンツ有で、無料範囲分だけでも楽しめる。

### 諸問題によるサービス停止
オンライン専用ゲームは、様々な理由で短期間でサービス停止になる場合がある。新規ユーザー確保および既存ユーザーの契約維持のため、インターネットカフェと提携して店内でのプレイを可能にしたり、契約解除されたユーザーアカウントを復活させるなどのキャンペーンなどを行っている。これらから特に後発企業はオンラインゲームでいかに採算を維持するか、新規ユーザーを獲得するかの難しさがうかがえる。パッケージで販売されるゲームとは異なり、メーカーにとってサービス開始後も継続的にコストが発生する。そのため、ユーザーの契約を維持し解約させないために、ゲームシステムの設計が大量の時間を費やすことを必要としたものとなっているゲームが多いという指摘がある。
トゥルーファンタジー ライブオンライン
開発途中で採算が合わないと判断され開発中止。
銀河英雄伝説VII
β版としてパッケージがリリースされるも版権トラブルのため、サービスが終了。
スター・ウォーズ ギャラクシーズ
管理会社のシステム管理が不十分で、修正パッチが出る度にバグが発生し、日本でのサービスが終了。
KAROS Online
オー・ジーエンターテインメントにより、10年間の運営宣言があったが、2年後に終了となった。
メイド・メイド
スマートフォンに対応できないことが判明したことや、イベントでのトラブル多発により、サービス主体のGREEがサービス終了。

### 著作権
オンラインゲーム大国と呼ばれる韓国のオンラインゲームの一部は、既存のゲームのモデリングなどを流用したものも見受けられる。例としてWebZenの『Wiki』が任天堂の『ゼルダの伝説 風のタクト』以降のデザインを盗作し、任天堂が韓国の提携会社を通じて公式の警告文を送った。またNexonの『カートライダー』が任天堂の『マリオカート』シリーズの盗作と非難され（中国ではそのカートライダーを更に盗作したゲームもあり、色々と問題が起きている）、ネオプル社の『新野球』がコナミの『実況パワフルプロ野球』の盗作とされコナミから提訴されるなど、韓国の著作権などの甘さを浮き彫りにしている側面もある。

### マナー・トラブル
ゲームに慣れたプレイヤーである、いわゆる中級者になると、「ゲームに詰まった」「上級者に勝てない」「勝利数を稼ぐ」などの理由で「初心者狩り」といわれるプレイヤーキラーを始めるプレイヤーもいる。特にプレイヤー同士の対戦を目的とするオンラインゲームに多く、初心者離れを起こす原因となっている。
オンラインゲームに関連するトラブルは近年増加傾向にあり、特に子供が関連する金銭面でのトラブルが多い。課金をしていないことを馬鹿にされたり、下手くそなどの攻撃的な言動を浴びせられることもあり、一部の小中学校ではゲームタイトルを名指しして注意喚起を行う書類が配布されたりもしている。
オンラインゲーム上のトラブルが発端となり暴行事件や殺人事件にまで至ったケースも存在する。
オンラインゲームで知り合った他者に麻薬取引を持ち掛けられたり、未成年者がゲーム上のみでの知り合いに出会い目的で誘い出されるなど、犯罪に巻き込まれるケースもあり、一部では逮捕者も出ている。いずれのケースも、ゲームで協力し合ううちに親密になるオンラインゲームの特性が悪用された形となっている。

## 家庭用ゲーム機でのオンラインゲーム
従来のオンラインゲームは基本的にPCゲームとして製作されているが、ハードの高機能化にともない家庭用ゲーム（コンシューマーゲーム）機向けオンラインゲームも作られるようになってきた。

### XBAND
1994年にアメリカのカタパルト社によって、SNES（スーパーファミコン）、セガジェネシス（メガドライブ）のアナログ電話回線による通信対戦サービス『XBAND』が開始され、日本中の見知らぬ相手とオンライン対戦が楽しめるようになった。これがコンシューマーにおけるオンライン対戦サービスの元祖となる（それ以前にも、個別のゲームソフトで通信対戦をサポートしていたものは存在した）。日本でもニフティサーブを運営していた日商岩井が米カタパルト社と提携してカタパルト・エンタテインメントを設立して1996年4月にスーパーファミコン、同年7月にセガサターンでのサービスを開始したが、1997年9月にカタパルト・エンタテインメントがXBANDより撤退。セガサターン版のみをセガが運営を引き継ぐことになった（1999年7月にサービス終了）。

### セガ
ハードメーカーがオンラインゲームを推進したのはセガが最初である。メガドライブ用のゲームダウンロードサービス『ゲーム図書館』やセガサターンでの「セガサターンネットワークス」（XBANDや、インターネット接続などのサービス）において通信サービスのノウハウを収集したセガは自社のゲーム機ドリームキャストにアナログモデムを標準搭載し、プロバイダに入っていない年少の購入者向けにインターネットプロバイダ「イサオネット」を設立して連携、Webブラウザを無料配布したり、オンラインゲーム以外でもネットに接続することで追加データをダウンロードできる特典を付加することによってオンライン接続を積極的に推進するとともに、『ファンタシースターオンライン』などのオンラインゲームを展開した。

### ソニー・コンピュータエンタテインメント
ソニー・コンピュータエンタテインメントはPlayStation 2にオプションでPlayStation BB Unitを追加することでPlayStation BBというサービスを展開していた。しかし、日本ではPlayStationBBの知名度が上がらなかったことや、海外のPS2作品とのリージョンロックなどが原因でプレイ人口が増えず、2016年をもって全作品のサービスを終了した。ただし、DNSアドレスの変更などで非公式サーバーに接続することは可能。以降の次世代機ではPlayStation Network (PSN) が標準装備として引き継がれている。PlayStation3で完全なマルチプレイが実現し、PlayStation4以降は有料作品のマルチプレイがすべてPlayStation Plusへの加入が必須な方式に変更。また一部のゲーム（基本的にオンラインには非対応であるが、ネットワークアダプターのLAN回線による通信には対応するゲーム）では海外で開発されたXlink Kaiというツールを使ってオンラインゲームを楽しむユーザーもいる。

### マイクロソフト
マイクロソフトはXboxでイーサネット端子を標準搭載しており、インターネットプロトコルの上に独自のクローズネットワークを構成する形式のXbox Liveシステムを展開している。これはXbox Liveのアカウントを作成（かつては月額、または年額での固定料金が必要だった）すれば、基本的なオンライン対戦などのサービスが共通で受けられるもの。フレンドリストによる対戦プレイヤーの管理（ゲーム中から登録したプレイヤーがいま何のゲームをプレイしているかなどを確認し、今プレイしているゲームに招待するといった機能）を実現した。このシステムは2005年11月に販売が開始されたXbox 360にも継承されている。Xbox One以降もGames With Goldの配布が続いたが、2023年にXbox Game Passに統合されて廃止された。Xbox LiveはWindowsでも対応し、一部のゲームタイトルではXbox 360とパソコンとでサーバーを共用し、相互の同時プレイが可能である。

### 任天堂
任天堂はファミコンディスクシステムのディスクをゲーム店にあるオンライン端末に入れることで全国のプレイヤー間のハイスコアランキングを行う『ディスクファクス』や、オンラインで旧ハードのゲームを販売する『ニンテンドウパワー』、年を追うごとに、衛星放送の電波を通じてゲームを配信する『サテラビュー』、NINTENDO 64と64DDでインターネットに接続する『ランドネット』、ゲームボーイカラー・ゲームボーイアドバンスと携帯電話を繋いでデータ通信を行う『モバイルシステムGB』といったサービスを展開していったがいずれも商業的には成功せずNINTENDO64の次世代機であるニンテンドー ゲームキューブでは『ファンタシースターオンライン』など、一部のソフトでネットワークを使用するに留まった。
しかしながら、ブロードバンドインターネット接続の急速な普及によりこれらの問題は解決できたとして、2005年11月から、「カンタン･あんしん･無料」をモットーとしたニンテンドーDSの無線LAN機能を活用するニンテンドーWi-Fiコネクションを開始した。これは家庭内の無線LANでの接続に加え、ゲーム販売店など約1000箇所に設置された専用のアクセスポイントやFREESPOTから任天堂のゲームについては課金を行わないことで手軽にオンラインゲームを楽しんでもらえるとしている。ニンテンドーWi-Fiコネクションは後に発売されたWiiにも対応している。ニンテンドーWi-Fiコネクションに最初に対応したソフト『おいでよ どうぶつの森』は500万本以上の大ヒットとなった。
任天堂が初めて電話回線をゲーム機に組み込んだのはファミリーコンピュータの通信アダプタセットであり、スーパーファミコンにも少数のモデム機材が配布されていた。